# Montertelot
Montertelot is een gemeente in het Franse departement Morbihan (regio Bretagne) en telt 255 inwoners (1999). De plaats maakt deel uit van het arrondissement Vannes.

## Geografie
De oppervlakte van Montertelot bedraagt 2,6 km², de bevolkingsdichtheid is 98,1 inwoners per km².
De onderstaande kaart toont de ligging van Montertelot met de belangrijkste infrastructuur en aangrenzende gemeenten.

## Demografie
Onderstaande figuur toont het verloop van het inwonertal (bron: INSEE-tellingen).

1. ↑  Populations de référence 2022.